# Patrick Da Rocha
Patrick Da Rocha (* 22. Februar 1961 in Villepinte) ist ein ehemaliger französischer Bahnradsportler.
Patrick Da Rocha war Profi-Bahnradsportler von 1985 bis 1993. In diesen Jahren errang er dreimal in Folge von 1986 bis 1988 den französischen Meistertitel im Sprint. Bei den UCI-Bahn-Weltmeisterschaften 1989 in Lyon wurde er Vize-Weltmeister im Keirin. Im selben Jahr wurde er inoffizieller Weltmeister im Sprint des Profi-Verbandes Fédération Internationale de Cyclisme Professionnel (FICP). Er startete auch bei einigen Sechstagerennen.
Heute betreibt Da Rocha in seinem Heimatort Villepinte ein Sonnenstudio.